# Echinopsilon diffusum
Echinopsilon diffusum är en amarantväxtart som först beskrevs av Carl Peter Thunberg, och fick sitt nu gällande namn av Horace Bénédict Alfred Moquin-Tandon. Echinopsilon diffusum ingår i släktet Echinopsilon och familjen amarantväxter. Inga underarter finns listade i Catalogue of Life.